# DARPA LifeLog
LifeLog war ein Projekt des Information Processing Techniques Office der Defense Advanced Research Projects Agency (DARPA) des Verteidigungsministerium der Vereinigten Staaten (DOD). Laut der Broschüre zur Ausschreibung sollte es „ein ontologiebasiertes (Sub-)System sein, welches den Verlauf der Erfahrungen und Interaktionen einer Person mit der Welt erfasst, speichert und zugänglich macht, um ein breites Spektrum von Sachbearbeitern / Assistenten und andere Systemfunktionen zu unterstützen“. Das Ziel des LifeLog-Konzeptes war es, „die Fäden des Lebens eines Individuums in Bezug auf Ereignisse, Zustände und Beziehungen verfolgen zu können“, und es sollte die Fähigkeit haben, „das gesamte Erleben eines Individuums aufzunehmen, von den gewählten Telefonnummern und angesehenen E-Mail-Nachrichten bis hin zu jedem Atemzug und Schritt der gemacht und Ort der aufgesucht wurde“.

## Ausrichtung und Fähigkeiten
LifeLog zielte darauf ab, eine massive elektronische Datenbank mit allen Aktivitäten und Beziehungen zu erstellen, die eine Person hat. Das sollte Kreditkartenkäufe, besuchte Webseiten, Inhalt von Telefonaten, gesendete und empfangenen E-Mails, Scans von Faxen, gesendete und empfangene Postsendungen, gesendete und empfangene Sofortnachrichten, Bücher und Zeitschriften, die Auswahl der Fernseh- und Radiosendungen, physische Ortung durch tragbare GPS-Sensoren, medizinische Daten die über tragbare Sensoren erfasst würden, beinhalten. Das übergeordnete Ziel dieser Datenaufzeichnung war es, „Vorlieben, Pläne, Ziele und andere Hinweise auf Absichten (einer Person)“ zu identifizieren.
Ein weiteres Ziel für LifeLog war eine bestimmte Art der Erkennung von Zusammenhängen. Es sollte, „aussagekräftige Muster in der Chronik finden, die Routinen, Gewohnheiten und Beziehungen des Benutzers zu anderen Menschen, Organisationen, Orten und Objekten schlussfolgern lassen um diese Muster zu verwerten und seine Aufgabe zu erleichtern“.
Das DARPA-Programm wurde im Januar 2004 gestrichen, nachdem Kritik von Bürgerrechtlern an den Auswirkungen des Systems auf die Privatsphäre laut wurde.
Nachrichtenartikel in den Medien beschrieben LifeLog als das „Tagebuch, um alle Tagebücher zu beenden - eine multimediale, digitale Aufzeichnung von überall wo man hingeht und allem was man sieht, hört, liest, sagt und berührt“.
Laut US-Regierungsbeamten ist LifeLog nicht mit dem Total Information Awareness Programm der DARPA verbunden.